# Фрідріх фон Шпігель
Фрідріх фон Шпігель (нім. Friedrich von Spiegel, 11 липня 1820, Кітцінген — 15 грудня 1905, Мюнхен) — німецький сходознавець, видавець, перекладач, спеціаліст у галузі іраністики .

## Біографія
Народився в Кітцінгені. В 1839 вступив до Університету Ерлангена для вивчення теології, але невдовзі завдяки знайомству з поетом і сходознавцем Фрідріхом Рюккертом (1788-1866), що пробудив у ньому інтерес до новоперсидської літератури в загальному та Ірану зокрема, зосередив свою увагу на сходознавстві. Потім Шпігель продовжив своє навчання в університетах Лейпцига  і Бонна. У Боні познайомився з Йоганном Гільдемайстером. Завдяки останньому познайомився з мовою палі; використовуючи копію одного паризького рукопису, зроблену Лассеном, майбутній сходознавець видав у 1841 оригінальний текст Каммавачі, зведення правил для буддійських ченців, і переклад латинською перших п'яти розділів даного тексту. Завдяки цьому він зміг у листопаді 1842 закінчити Йенський університет. Потім кілька років Шпігель провів у бібліотеках Копенгагена, Парижа, Лондона та Оксфорда ; з 1849 до 1890 був професором східних мов в Університеті Ерлангена.
Видання Каммавачі і «Anecdota Palica» (1845), які стали результатом досліджень вченого в області палі, зробило значний внесок у справу вивчення південного буддизму. Незабаром учений виявив зацікавленість до зороастризму та Авести. Тому з 1851 Шпігель почанає публікувати частинами двотомне критичне видання авестійських текстів разом з їх перекладом на пехлеві (1853-1858) та тритомний переклад цих текстів німецькою мовою (1852-1863), які згодом доповнив коментар (1865-1869).  Також було опубліковано ряд робіт з перської тематики, таких як граматики давньоперської та авестійської мов. Потім такі цінні праці з лінгвістики та археології, як Die altpersischen Keilinschriften (1862), Erân (1863), Erânische Altertumskunde (1871-78), Vergleichende Grammatik der alterânischen Sprachen (1887)